# GT4 European Series 2014
Navigation
Édition précédente Édition suivante
Le GT4 European Series 2014 est la septième édition du GT4 European Cup et la première sous le nom du GT4 European Series. La saison débute le 10 mai à Misano et se termine le 26 octobre à Monza.

## Calendrier[1]
| Manche | Circuit                                                 | Date            | Événement                                          |
| ------ | ------------------------------------------------------- | --------------- | -------------------------------------------------- |
| 1      | Misano World Circuit, Italie                            | 10–11 mai       | Championnat GT italien                             |
| 2      | Circuit de Zandvoort, Hollande-Septentrionale, Pays-Bas | 5–6 juillet     | Zandvoort Masters                                  |
| 3      | Circuit de Spa-Francorchamps, Belgique                  | 25–26 juillet   | Blancpain Endurance Series, 24 Heures de Spa       |
| 4      | Circuit Paul Ricard, France                             | 30–31 août      | Championnat GT italien                             |
| 5      | Nürburgring, Allemagne                                  | 20–21 septembre | Blancpain Endurance Series, 1000 km du Nürburgring |
| 6      | Autodromo Nazionale Monza, Italie                       | 25–26 octobre   | Championnat GT italien                             |

## Engagés
| Engagés 2014.                           | Engagés 2014.            | Engagés 2014. | Engagés 2014.                | Engagés 2014. | Engagés 2014.    |
| Équipe                                  | Voiture                  | No.           | Pilotes                      | Classe        | Manches          |
| --------------------------------------- | ------------------------ | ------------- | ---------------------------- | ------------- | ---------------- |
| Racing Team Holland by Ekris Motorsport | BMW M3 GT4               | 1 101         | Bernhard van Oranje          | P             | Toutes           |
| Racing Team Holland by Ekris Motorsport | BMW M3 GT4               | 1 101         | Ricardo van der Ende         | P             | Toutes           |
| Racing Team Holland by Ekris Motorsport | BMW M3 GT4               | 8 108         | Pieter Christiaan van Oranje | P             | Toutes           |
| Racing Team Holland by Ekris Motorsport | BMW M3 GT4               | 8 108         | Simon Knap                   | P             | Toutes           |
| Las Moras Racing Team (V8 Racing)       | Chevrolet Camaro GT4     | 2 102         | Luc Braams                   | P             | Toutes           |
| Las Moras Racing Team (V8 Racing)       | Chevrolet Camaro GT4     | 2 102         | Duncan Huisman               | P             | Toutes           |
| Las Moras Racing Team (V8 Racing)       | Chevrolet Camaro GT4     | 3 103         | Marcel Nooren                | P             | Toutes           |
| Las Moras Racing Team (V8 Racing)       | Chevrolet Camaro GT4     | 3 103         | Jan Joris Verheul            | P             | Toutes           |
| Las Moras Racing Team                   | BMW M3 GT4               | 4 104         | Liesette Braams              | A             | Toutes           |
| Las Moras Racing Team                   | BMW M3 GT4               | 4 104         | Rob Severs                   | A             | Toutes           |
| Lechner Racing School                   | Lotus Evora GT4          | 5 105         | Fabian Lauda                 | A             | 1–3              |
| Alfab Racing                            | Aston Martin Vantage GT4 | 007 107       | Erik Behrens                 | P             | Toutes           |
| Alfab Racing                            | Aston Martin Vantage GT4 | 007 107       | Daniel Roos                  | P             | Toutes           |
| BMW Espace Bienvenue                    | BMW M3 GT4               | 9 109         | André Grammatico             | A             | Toutes           |
| PROsport Performance                    | Porsche 911 GT4          | 10 110        | Jörg Viebahn                 | P             | 2–6              |
| PROsport Performance                    | Porsche 911 GT4          | 10 110        | Bertus Sanders               | P             | 2–6              |
| Nova Race                               | Ginetta G50              | 11            | Giampiero Cristoni           | G             | 1, 6             |
| Nova Race                               | Ginetta G50              | 11            | Renato di Amato              | G             | 1                |
| Nova Race                               | Ginetta G50              | 11            | Leif Lødeng                  | G             | 6                |
| Nova Race                               | Ginetta G50              | 15 888        | Salvador Tineo               | G             | 1, 3–6           |
| Nova Race                               | Ginetta G50              | 15 888        | Mark Speakerwas              | G             | 1, 3             |
| Nova Race                               | Ginetta G50              | 15 888        | Jesse Anttila                | G             | 4–6              |
| Nova Race                               | Ginetta G50              | 16 116        | Jesse Anttila                | G             | 1, 3             |
| Nova Race                               | Ginetta G50              | 16 116        | Fran Viel Bugliotti          | G             | 1, 3–6           |
| Nova Race                               | Ginetta G50              | 16 116        | Mark Speakerwas              | G             | 6                |
| Nova Race                               | Ginetta G50              | 18            | Jörg Viebahn                 | P             | 1                |
| Nova Race                               | Ginetta G50              | 18            | Bertus Sanders               | P             | 1                |
| Nova Race                               | Ginetta G50              | 50            | Tiziano Frazza               | G             | 1                |
| Nova Race                               | Ginetta G50              | 121           | Andres Josephson             | G             | 3                |
| Nova Race                               | Ginetta G50              | 121           | Lorenzo Bontempelli          | G             | 3                |
| Nova Race                               | Ginetta G50              | 133           | Andrea Perlini               | G             | 3                |
| Allied-Racing                           | BMW M3 GT4               | 12            | Jan Kasperlik                | A             | 6                |
| Allied-Racing                           | BMW M3 GT4               | 12            | Dietmar Lackinger            | A             | 6                |
| Nova Giudici                            | Ginetta G50              | 12            | Claudio Giudici              | G             | 1                |
| Nova Giudici                            | Ginetta G50              | 13            | Gianni Giudici               | G             | 1                |
| Nova Giudici                            | Ginetta G50              | 27            | Luca Magnoni                 | G             | 1                |
| Nova Giudici                            | Ginetta G50              | 33            | Andrea Perlini               | G             | 1                |
| Nova Giudici                            | Ginetta G50              | 35            | Alessandra Brena             | G             | 1                |
| Nova Giudici                            | Ginetta G50              | 35            | Walter Conforti              | G             | 1                |
| Nova Rangoni (Rangoni Corse)            | Ginetta G50              | 14 114        | Manuel Lasagni               | G             | 1, 3–6           |
| Nova Rangoni (Rangoni Corse)            | Ginetta G50              | 14 114        | Alessandro Bonacini          | G             | 1, 4             |
| Nova Rangoni (Rangoni Corse)            | Ginetta G50              | 24 124        | Stefano Stefanelli           | G             | 1, 3–6           |
| Nova Rangoni (Rangoni Corse)            | Ginetta G50              | 24 124        | Lorenzo Marcucci             | G             | 1, 3–6           |
| Nova Rangoni (Rangoni Corse)            | Ginetta G50              | 27 127        | Luca Magnoni                 | G             | 3–6              |
| Nova Rangoni (Rangoni Corse)            | Ginetta G50              | 32            | Tiziano Cappelletti          | G             | 1                |
| Nova Rangoni (Rangoni Corse)            | Ginetta G50              | 32            | Angelo Rogari                | G             | 1                |
| Nova Rangoni (Rangoni Corse)            | Ginetta G50              | 77 177        | Roberto Gentili              | G             | 1, 3–6           |
| Ricknäs Motorsport                      | Porsche 911 GT4          | 18            | Peter Larsen                 | A             | 6                |
| Ricknäs Motorsport                      | Porsche 911 GT4          | 18            | Håkan Ricknäs                | A             | 6                |
| Ricknäs Motorsport                      | Porsche 911 GT4          | 117           | P                            | 3             |                  |
| Ricknäs Motorsport                      | Porsche 911 GT4          | 117           | P                            | 3             | Magnus Holmström |
| Genesee Reflex Racing                   | Ginetta G50              | 28            | Marcos Vivian                | P             | 1                |
| Genesee Reflex Racing                   | Ginetta G50              | 28            | Luciano Bacheta              | P             | 1                |
| Veloso Motorsport                       | Aston Martin Vantage GT4 | 33            | Eugenio Montez               | G             | 6                |
| Veloso Motorsport                       | Aston Martin Vantage GT4 | 33            | Sergio Montez                | G             | 6                |
| Cor Euser Racing                        | Lotus Evora GT4          | 106           | Marcos Vivian                | P             | 2                |
| Cor Euser Racing                        | Lotus Evora GT4          | 106           | Cor Euser                    | P             | 2                |
| Primus Racing                           | Ginetta G50              | 119           | Johan Rosén                  | A             | 3                |
| Primus Racing                           | Ginetta G50              | 119           | Peter Larsen                 | A             | 3                |
| Optimum Motorsport                      | Ginetta G55              | 120           | Lee Mowle                    | A             | 3                |
| Nissan Nederland                        | Nissan 370Z GT4          | 123           | Frans Verschuur              | A             | 2                |
| Nissan Nederland                        | Nissan 370Z GT4          | 123           | Bernhard ten Brinke          | A             | 2                |
| Équipes et pilotes invités              |                          |               |                              |               |                  |
| Sorg Rennsport                          | BMW M3 GT4               | 101           | Erik Berggren                | I             | 5                |
| Sorg Rennsport                          | BMW M3 GT4               | 101           | Thomas Fjordbach             | I             | 5                |
| Bremotion Sport                         | Roding M1                | 102           | Patrick Brenndörfer          | I             | 5                |
| Rijmarracing                            | BMW M3 GT4               | 103           | Peter Stox                   | I             | 5                |
| Rijmarracing                            | BMW M3 GT4               | 103           | Koen de Wit                  | I             | 5                |
| Rijmarracing                            | BMW M3 GT4               | 104           | Marcel van Rijswick          | I             | 5                |
| Rijmarracing                            | BMW M3 GT4               | 104           | Andre de Vries               | I             | 5                |
| Mathol Racing                           | Aston Martin Vantage GT4 | 107           | Steffen Retzlaff             | I             | 5                |
| Mathol Racing                           | Aston Martin Vantage GT4 | 107           | Hendrick Still               | I             | 5                |

| Icône | Classe      |
| ----- | ----------- |
| P     | Pro         |
| A     | Am          |
| G     | Ginetta G50 |
| I     | Invitation  |

- Les pilotes concourant dans la classe Ginetta G50 ne comptabilisent aucun point.

## Résultats
| Manche | Manche | Circuit              | Date         | Pole Position                                   | Vainqueurs PRO                                  | Vainqueurs                                      |
| ------ | ------ | -------------------- | ------------ | ----------------------------------------------- | ----------------------------------------------- | ----------------------------------------------- |
| 1      | R1     | Misano               | 10 mai       | No. 1 Racing Team Holland by Ekris Motorsport   | No. 1 Racing Team Holland by Ekris Motorsport   | No. 14 Nova Rangoni                             |
| 1      | R1     | Misano               | 10 mai       | Bernhard van Oranje Ricardo van der Ende        | Bernhard van Oranje Ricardo van der Ende        | Manuel Lasagni Alessandro Bonacini              |
| 1      | M2     | Misano               | 11 mai       | No. 16 Nova Race                                | No. 18 Nova Race                                | No. 18 Nova Race                                |
| 1      | M2     | Misano               | 11 mai       | Jesse Anttila Fran Viel Bugliotti               | Jörg Viebahn Bertus Sanders                     | Jörg Viebahn Bertus Sanders                     |
| 2      | M1     | Circuit de Zandvoort | 5 juillet    | No. 101 Racing Team Holland by Ekris Motorsport | No. 101 Racing Team Holland by Ekris Motorsport | No. 101 Racing Team Holland by Ekris Motorsport |
| 2      | M1     | Circuit de Zandvoort | 5 juillet    | Bernhard van Oranje Ricardo van der Ende        | Bernhard van Oranje Ricardo van der Ende        | Bernhard van Oranje Ricardo van der Ende        |
| 2      | M2     | Circuit de Zandvoort | 6 juillet    | No. 101 Racing Team Holland by Ekris Motorsport | No. 101 Racing Team Holland by Ekris Motorsport | No. 101 Racing Team Holland by Ekris Motorsport |
| 2      | M2     | Circuit de Zandvoort | 6 juillet    | Bernhard van Oranje Ricardo van der Ende        | Bernhard van Oranje Ricardo van der Ende        | Bernhard van Oranje Ricardo van der Ende        |
| 3      | M1     | Spa-Francorchamps    | 25 juillet   | No. 110 PROsport Performance                    | No. 101 Racing Team Holland by Ekris Motorsport | No. 101 Racing Team Holland by Ekris Motorsport |
| 3      | M1     | Spa-Francorchamps    | 25 juillet   | Jörg Viebahn Bertus Sanders                     | Bernhard van Oranje Ricardo van der Ende        | Bernhard van Oranje Ricardo van der Ende        |
| 3      | M2     | Spa-Francorchamps    | 26 juillet   | No. 102 V8 Racing                               | No. 103 V8 Racing                               | No. 103 V8 Racing                               |
| 3      | M2     | Spa-Francorchamps    | 26 juillet   | Luc Braams Duncan Huisman                       | Marcel Nooren Jan Joris Verheul                 | Marcel Nooren Jan Joris Verheul                 |
| 4      | M1     | Paul Ricard          | 31 août      | No. 7 Alfab Racing                              | No. 3 Las Moras Racing Team (V8 Racing)         | No. 888 Nova Race                               |
| 4      | M1     | Paul Ricard          | 31 août      | Erik Behrens Daniel Roos                        | Marcel Nooren Jan Joris Verheul                 | Salvador Tineo Jesse Anttila                    |
| 4      | M2     | Paul Ricard          | 31 août      | No. 7 Alfab Racing                              | No. 10 PROsport Performance                     | No. 10 PROsport Performance                     |
| 4      | M2     | Paul Ricard          | 31 août      | Erik Behrens Daniel Roos                        | Jörg Viebahn Bertus Sanders                     | Jörg Viebahn Bertus Sanders                     |
| 5      | M1     | Nürburgring          | 20 septembre | No. 24 Nova Rangoni (Rangoni Corse)             | No. 2 Las Moras Racing Team (V8 Racing)         | No. 2 Las Moras Racing Team (V8 Racing)         |
| 5      | M1     | Nürburgring          | 20 septembre | Stefano Stefanelli Lorenzo Marcucci             | Luc Braams Duncan Huisman                       | Luc Braams Duncan Huisman                       |
| 5      | M2     | Nürburgring          | 20 septembre | No. 3 Las Moras Racing Team (V8 Racing)         | No. 1 Racing Team Holland by Ekris Motorsport   | No. 16 Nova Race                                |
| 5      | M2     | Nürburgring          | 20 septembre | Marcel Nooren Jan Joris Verheul                 | Bernhard van Oranje Ricardo van der Ende        | Fran Viel Bugliotti                             |
| 6      | M1     | Monza                | 25 octobre   | No. 7 Alfab Racing                              | No. 7 Alfab Racing                              | No. 7 Alfab Racing                              |
| 6      | M1     | Monza                | 25 octobre   | Erik Behrens Daniel Roos                        | Erik Behrens Daniel Roos                        | Erik Behrens Daniel Roos                        |
| 6      | M2     | Monza                | 26 octobre   | No. 14 Nova Rangoni (Rangoni Corse)             | No. 8 Racing Team Holland by Ekris Motorsport   | No. 14 Nova Rangoni (Rangoni Corse)             |
| 6      | M2     | Monza                | 26 octobre   | Manuel Lasagni                                  | Jörg Viebahn Simon Knap                         | Manuel Lasagni                                  |